# Universalismus (Philosophie)

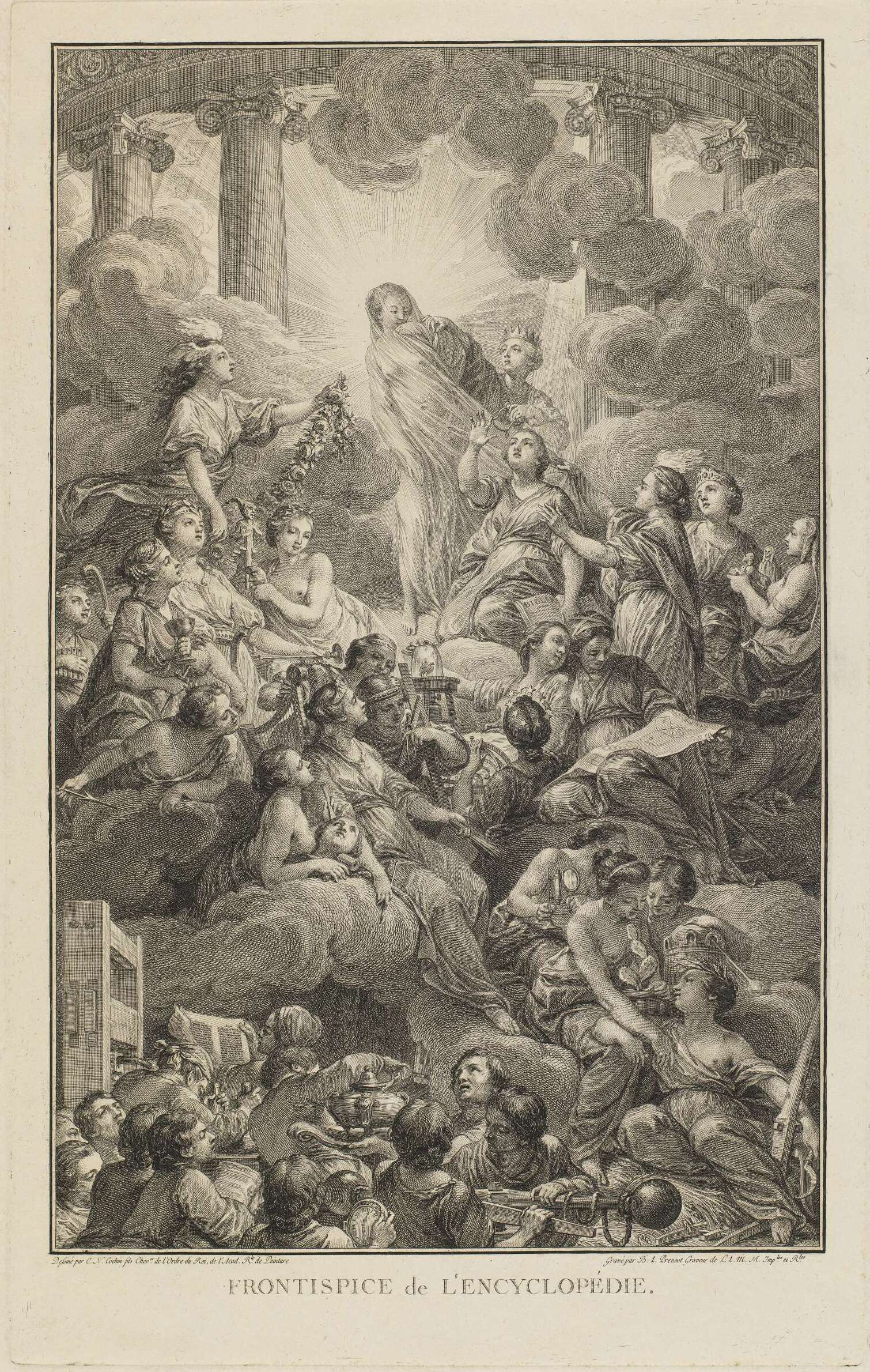
Frontispiz der Enzyklopädie von Diderot und D’Alembert, einem der wichtigsten Werke der europäischen Aufklärung

Der Begriff Universalismus (von lat. universalis = allgemein) bezeichnet eine Anschauung, die den Anspruch erhebt, die Vielfalt aller Wirklichkeit des Ganzen auf ein einzelnes Prinzip, Ordnungsgesetz oder Ähnliches zurückführen zu können.
Daraus folgt auch, dass Ideen, Ideale, Rechte und Pflichten grundsätzlich für alle Menschen gelten müssen.
Dem entgegen stehen Partikularismus oder Pluralismus. Aus der Philosophiegeschichte lassen sich unter anderem Platon, Aristoteles oder Immanuel Kant, Friedrich Hegel und Karl Marx als Vertreter im weitesten Sinne universalistischer Standpunkte anführen, aus jüngerer Zeit beispielsweise Othmar Spann, Ernst Bloch, Alfred North Whitehead, Jürgen Habermas und Omri Boehm.
In der Moralphilosophie wird eine Auffassung als Universalismus bezeichnet, die ihren Anspruch auf Geltung nicht auf bestimmte Personen oder traditionell gewachsene Kulturen beschränkt, sondern zeitunabhängig und allgemein für alle betroffenen Personen erhebt. Sie ist somit einem Kulturrelativismus entgegengestellt. Beispiele für Ethiken mit universellem Geltungsanspruch sind etwa der Utilitarismus, die kantische Moralphilosophie oder die Diskursethik.
Ein praktisches historisches Beispiel ist die in der Philosophie der Aufklärung begründete universalistische Auffassung der Menschenrechte, wie sie sich in der Erklärung der Menschen- und Bürgerrechte von 1789 finden. Diese stellen allgemeine, ethisch definierte Werte dar, das heißt sie haben Geltungsanspruch für die gesamte Menschheit. Die Allgemeine Erklärung der Menschenrechte von 1948 ist von diesen Prinzipien inspiriert.
Während Moral ein Konzept von Gruppen ist, bezeichnet eine universalistische Ethik die Auseinandersetzung mit „richtig“ und „falsch“; als Moralphilosophie beschreibt sie das philosophische Nachdenken über die Moral und hinterfragt Normen und Werte.